# Västra Strö distrikt
Västra Strö distrikt är ett distrikt i Eslövs kommun och Skåne län. 
Distriktet ligger nordväst om Eslöv. 

## Tidigare administrativ tillhörighet
Distriktet inrättades 2016 och utgörs av en del av området Eslövs stad omfattade till 1971, delen som före 1967 utgjorde Västra Strö socken.
Området motsvarar den omfattning Västra Strö församling hade vid årsskiftet 1999/2000.